# تایژتوس
کوه تایژتوس (یونانی: Ταΰγετος) یک رشته‌کوه در پلوپونز در یونان است.